# Куэльяр, Хесус
Хесус Марсело Андрес Куэльяр (исп. Jesus Marcelo Andres Cuellar), род. 28 декабря 1986, Хосе С. Пас, провинция Буэнос-Айрес, Аргентина) — аргентинский боксёр-профессионал, выступающий в полулёгкой весовой категории (англ. Featherweight, до 57,153 кг). Чемпион мира по версии WBA (2015—2016) в полулёгком весе.

## Профессиональная карьера
6 июня 2015 года в Карсоне (штат Калифорния, США) Куэльяр нокаутом в 8 раунде победил армянского боксёра Вахтанга Дарчиняна и завоевал титул чемпиона мира по версии WBA.
10 декабря 2016 года Хесус в поединке с Маресом Абнером за титул WBA в полулёгком весе, потерпел поражение раздельным решением и утратил титул.

## Таблица боёв
В таблице перечислены результаты всех поединков боксёров.
В каждой строке указан результат поединка. Дополнительно номер поединка обозначен цветом, который обозначает итог поединка. Расшифровка обозначений и цветов представлена в нижеследующей таблице.
| Пример | Расшифровка                     |
| ------ | ------------------------------- |
|        | Победа                          |
|        | Ничья                           |
|        | Поражение                       |
|        | Планируемый поединок            |
|        | Поединок признан несостоявшимся |
| КО     | Нокаут                          |
| ТКО    | Технический нокаут              |
| PTS    | Решение судей (по очкам)        |
| UD     | Единогласное решение судей      |
| MD     | Решение большинства судей       |
| SD     | Раздельное решение судей        |
| RTD    | Отказ от продолжения боя        |
| DQ     | Дисквалификация                 |
| NC     | Поединок признан несостоявшимся |

| Результат | Дата             | Соперник                  | Тип | Раунд, Время | Место боя                                           | Комментарии                                                                                    |
| --------- | ---------------- | ------------------------- | --- | ------------ | --------------------------------------------------- | ---------------------------------------------------------------------------------------------- |
| 29-4      | 2 ноября 2019    | Хавьер Фортуна (34-2-1)   | TKO | 2 (10), 2:01 | MGM National Harbor, Оксон-Хилл, Мэриленд, США      | Бой за вакантный титул чемпиона по версии WBC Continental Americas в лёгком весе.              |
| 29-3      | 9 марта 2019     | Карлос Падилья (16-9-1)   | KO  | 2 (6), 0:33  | Dignity Health Sports Park, Карсон, Калифорния, США |                                                                                                |
| 28-3      | 21 апреля 2018   | Джервонта Дэвис (19-0)    | TKO | 3 (12), 2:45 | Бруклин, Нью-Йорк, США                              | Бой за титул чемпиона мира по версии WBA Super во 2-м полулёгком весе.                         |
| 28-2      | 10 декабря 2016  | Абнер Марес (29-2-1)      | SD  | 12           | Лос-Анджелес, Калифорния, США                       | Утратил титул чемпиона мира по версии WBA (3-я защита Куэльяра) в полулёгком весе.             |
| 28-1      | 5 декабря 2015   | Джонатан Окендо (26-4)    | UD  | 12           | Бруклин, Нью-Йорк, США                              | Защитил титул чемпиона мира по версии WBA (2-я защита Куэльяра) в полулёгком весе.             |
| 27-1      | 6 июня 2015      | Вахтанг Дарчинян (40-7-1) | TKO | 8 (12), 1:04 | Карсон, Калифорния, США                             | Защитил титул регулярного чемпиона мира по версии WBA (1-я защита Куэльяра) в полулёгком весе. |
| 26-1      | 20 декабря 2014  | Рубен Тамайо (26-4-4)     | TKO | 5 (12), 1:48 | Шелтон, Вашингтон, США                              | Защитил титул временного чемпиона мира по версии WBA (3-я защита Куэльяра) в полулёгком весе.  |
| 25-1      | 11 сентября 2014 | Хуан Мануэль Лопес (34-4) | KO  | 2 (12), 1:36 | Hard Rock Hotel and Casino, Лас-Вегас, Невада, США  | Защитил титул временного чемпиона мира по версии WBA (2-я защита Куэльяра) в полулёгком весе.  |